# Big Cone Geyser
Big Cone Geyser est un geyser de type « cône » situé dans le West Thumb Geyser Basin dans le parc national de Yellowstone aux États-Unis.
Big Cone est un cône fritté de 7 m de large se trouvant dans le lac Yellowstone, à 7 m du bord. L'orifice du cône fait 80 cm de large. Parfois, avec l'augmentation du niveau de l'eau du lac, le cône peut être complètement immergé. Big Cone est connu pour ses petites et rares éruptions, n'atteignant généralement pas plus de 30 centimètres.